# دین در تاجیکستان
دین در تاجیکستان

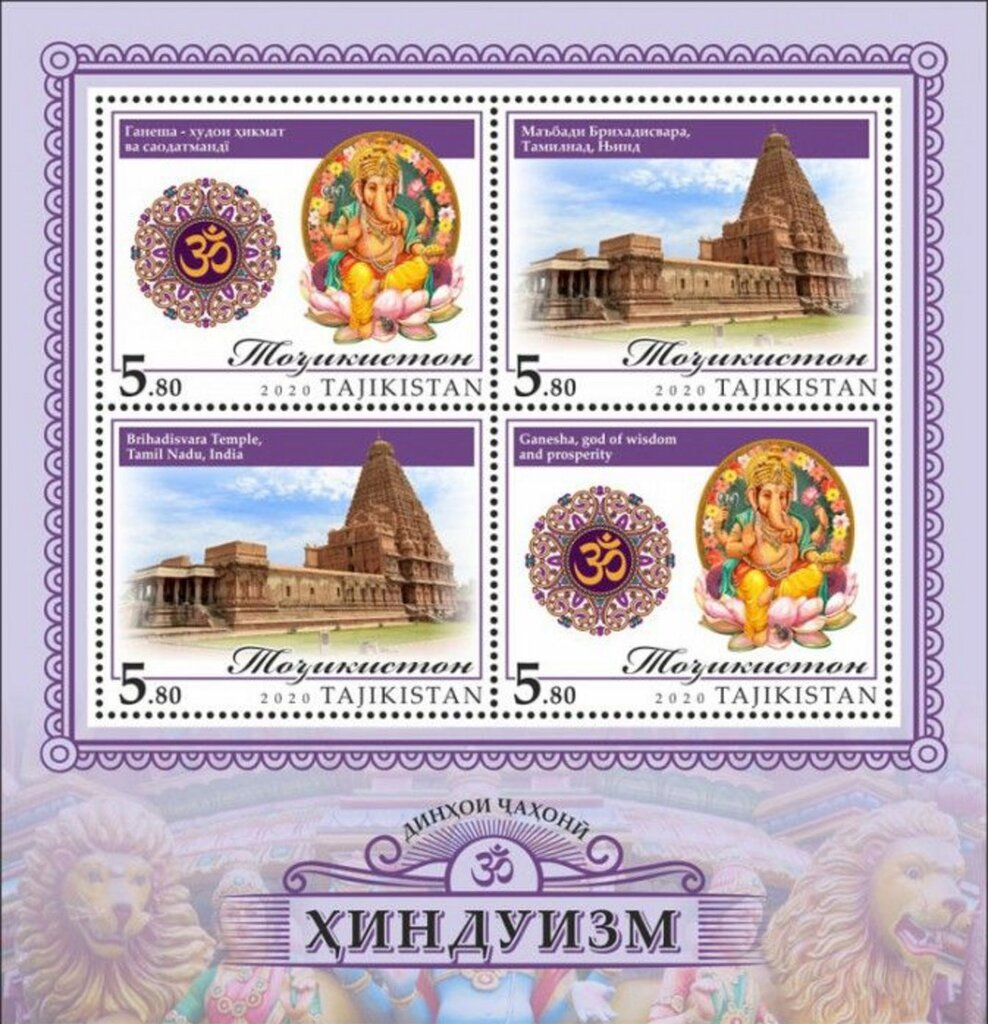
این عکس شامل چهار تمر، دو مهر به زبان تاجیکی، دو مهر به انگلیسی

اسلام دین غالب منطقهٔ آسیای مرکزی است. این دین در قرن ۷ میلادی توسط اعراب به این منطقه آورده شد. از آن زمان اسلام به عنوان جزء پیوسته به فرهنگ تاجیکستان تبدیل شد. امروزه تاجیکستان یک کشور سکولار است اما پیش از دوران تسلط شوروی به این کشور، اسلام رو به گسترش بوده‌است. بیشتر مردم تاجیکستان پیرو مذهب تسنن‌اند و گروه کوچکی از مردم از تشیع پیروی می‌کنند. از میان سایر ادیان نیز ارتدکس روسی پیروان بیشتری دارد. از اوایل دهه ۱۹۹۰ میلادی، شمار جمعیت روس در تاجیکستان کاهش یافته‌است. سایر مذاهب مسیحیت نیز حق آزادی در پرستش دارد. اقلیتی از یهودیان نیز در تاجیکستان زندگی می‌کنند.